# Al-Masdžid al-Harám
Al-Masdžid al-Harám (arabsky المسجد الحرام‎, též Velká mešita) je mešita v Mekce, na jejímž nádvoří se nachází svatyně Ka'ba. Jedná se o největší mešitu na světě a je považována za jedno z nejposvátnějších míst islámu. Při modlitbě se každý muslim obrací ke Ka'bě, která je umístěna uprostřed. Jedním z pěti pilířů islámu je Hadždž (neboli Velká pouť), kterou by měl každý muslim absolvovat alespoň jednou za život.
V době hadždže mešitou projdou miliony poutníků, což je považováno za každoročně největší shromáždění lidí na světě. V počátcích měla mešita pouze několik vstupních bran, během posledních desetiletí se však počet vchodů zvyšoval spolu s rozšiřováním mešity. Vstup do mešity je nyní možný kterýmkoliv z 95 vchodů. Mešita včetně venkovních prostor se rozkládá na ploše 356 800 m².

## Historie
Svatyně Ka'ba stála na daném místě už v předislámské době. Muslimové věří, že ji zde na svém putování postavil sám Abraham, který byl pověřen Bohem, aby na své cestě vystavěl oltář. V roce 630 dobyl Mekku Muhammad a zničil pohanské modly v Ka'bě. Tím začala islámská vláda nad Ka'bou a stavění mešity okolo ní. Mešita se neustále rozšiřovala. První významnou rekonstrukci podstoupila v roce 692, další rekonstrukce proběhly např. v letech 1570, 1629, pod Saúdy v letech 1955–1973, 1982–1988 a 1988–2005.
V roce 1979 byla obsazena islámskými radikály a dva týdny byla obléhána, než se saúdským speciálním jednotkám podařilo radikály zlikvidovat.

## Současnost
Poslední velká rekonstrukce začala v roce 2007 a má trvat až do roku 2020. Král Abdulláh bin Abdul-Aziz plánuje zvýšit kapacitu mešity až na 4 miliony věřících a zároveň rozšířit prostranství k modlitbě ze současných 356 800 m² na 400 000 m². Součástí projektu je i výstavba nového minaretu a vybavení vnitřních prostor mešity klimatizací.
11. září 2015 se na část přestavované mešity zřítil jeřáb. Nehoda si vyžádala 87 mrtvých a 184 zraněných.

## Architektura a stavby

### Studna Zamzam
Tato studna, umístěná 20 metrů od Ka'by, je muslimy považována za zázračný zdroj vody přímo od Boha.

### Hateem
Hateem je nízká stěna ve tvaru půlměsíce, která je součástí základů Ka'by. Ve skutečnosti však není považována za samostatnou stavbu.

### Ibrahímův kámen
Při stavění Velké Mešity stál na tomto místě sám Prorok Abraham. Kámen, na kterém jsou otisky nohou Proroka Abrahama, je vystaven v uzavřené místnosti.

### Ka'ba
Tato stavba, která se nachází uprostřed mešity, je považována za nejposvátnější místo islámu. Muslimové věří, že ji zde na svém putování postavil sám Abraham, který byl pověřen Bohem, aby na své cestě vystavěl oltář. Už v dobách, kdy na Arabském poloostrově panoval polyteismus, byla Ka‘ba významným poutním cílem. Jedním z pilířů dnešního moderního islámu je pouť do Mekky, při které věřící obcházejí sedmkrát tuto stavbu a doufají, že budou schopni dotknout se kamene, který je umístěn v jednom z jejích rohů.